# Växnan
Växnan är en sjö i Ljusdals kommun i Hälsingland och ingår i Ljusnans huvudavrinningsområde. Sjön har en area på 3,98 kvadratkilometer och ligger 123 meter över havet. Vid provfiske har bland annat abborre, braxen, gers, gädda och gös fångats i sjön.

## Delavrinningsområde
Växnan ingår i det delavrinningsområde (685902-151259) som SMHI kallar för Utloppet av Växnan. Medelhöjden är 161 meter över havet och ytan är 16,65 kvadratkilometer. Räknas de 106 avrinningsområdena uppströms in blir den ackumulerade arean 1 215,78 kvadratkilometer. Sillerboån (Väljeån) som avvattnar avrinningsområdet har biflödesordning 2, vilket innebär att vattnet flödar genom totalt 2 vattendrag innan det når havet efter 118 kilometer. Avrinningsområdet består mestadels av skog (44 procent) och jordbruk (15 procent). Avrinningsområdet har 3,93 kvadratkilometer vattenytor vilket ger det en sjöprocent på 23,6 procent. Bebyggelsen i området täcker en yta av 1,48 kvadratkilometer eller 9 procent av avrinningsområdet.

## Fisk
Vid provfiske har följande fisk fångats i sjön:
- Abborre
- Braxen
- Gärs
- Gädda
- Löja
- Mört
- Nors
- Siklöja